# 竹仔室炮台
竹仔室炮台是位於澳門竹仔室山山麓之古老炮台。1890年，炮台原址被改建為峰景酒店之一部分。在1999年酒店停業後，現成為葡萄牙駐澳門總領事官邸。

## 沿革
竹仔室炮台初建於16世紀末。竹仔室炮台曾於1622年荷蘭入侵澳門時，與燒灰爐炮台和西望洋山炮台相互配合，共同保護澳門南部的海岸地區。竹仔室炮台裝置了6門輕型大炮，可發射6至8磅的炮彈。竹仔室炮台在廢置後，於1890年改建為酒店用途，但保留了部分古炮台。其後幾度易主，曾為中學、收容所和休養所等用途，1950年才重新恢復酒店用途。1999年3月29日峰景酒店停業，現成為葡萄牙駐澳門總領事官邸。

## 外部連結
- 澳門百科全書：竹仔室炮台